# دايفيد باور
دايفيد باور (بالفرنسية: David William Bauer)‏ (و. 1924 – 1988 م) هو لاعب هوكي الجليد كندي، ولد في كيتشنر، أونتاريو، توفي عن عمر يناهز 64 عاماً.

## التعليم
تعلم في ثانوية سانت مايكلز ‏.

## جوائز
حصل على جوائز منها:
- ضابط وسام كندا.